# Chae Shi-ra
Chae Shi-ra (Seul, 25 giugno 1968) è un'attrice sudcoreana, considerata tra le più rappresentative degli anni Novanta insieme a Kim Hee-ae e Ha Hee-ra grazie al ruolo interpretato nella serie televisiva Yeomyeong-ui nundongja.

## Filmografia

### Cinema
- Dor-a-on yeong-ung Hong Gil-dong (돌아온 영웅 홍길동?), regia di Shin Dong-hun (1995)
- Ne-on seog-euro no-euljida (네온 속으로 노을지다?), regia di Lee Hyun-seung (1995)
- Malmijal (말미잘?), regia di Yoo Hyun-mok (1995)
- Sunny (써니?), regia di Kang Hyeong-cheol (2011)
- Mulsum (물숨?), regia di Go Hee-yeong (2016)

### Televisione
- Gogyosaeng ilgi (고교생 일기?) – serie TV (1983-1986)
- Ihwa-e wolbaekhago (이화에 월백하고?) – serie TV (1986-1987)
- Kkochimi (꼬치미?) – serie TV (1987-1988)
- Syampu-ui yojeong (샴푸의 요정?) – serie TV (1988)
- Pamun (파문?) – serie TV (1989)
- Geo-in (거인?) – serie TV (1989)
- Gaksibang-e sarang yeollyeonne (각시방에 사랑 열렸네?) – miniserie TV, 2 puntate (1990)
- Urideur-ui cheon-guk (우리들의 천국?) – serie TV (1990)
- Du kwon-ui ilgi (두 권의 일기?) – miniserie TV, 2 puntate (1990)
- Dae-won-gun (대원군?) – serie TV (1990)
- Yeomyeong-ui nundongja (여명의 눈동자?) – serie TV (1991-1992)
- Adeulgwa ttal (아들과 딸?) – serie TV (1992-1993)
- Pilot (파일럿?) – serie TV (1993)
- Seo-ur-ui dal (서울의 달?) – serie TV (1994)
- Adeur-ui yeoja (아들의 여자?) – serie TV (1994-1995)
- Hotel (호텔?) – serie TV (1995)
- Choi Seung-hee (최승희?) – miniserie TV, 2 puntate (1995)
- Apart (아파트?) – serie TV (1995-1996)
- Wiheomhan sarang (위험한 사랑?) – serie TV (1996)
- Mimang (미망?) – serie TV (1996)
- Yeong-unsinhwa (영웅신화?) – serie TV (1997-1998)
- Yamang-ui jeonseol (야망의 전설?) – serie TV (1998)
- Wanggwa bi (왕과 비?) – serie TV (1998-2000)
- Saram-ui jip (사람의 집?) – serie TV (1999)
- Yeojamanse (여자만세?) – serie TV (2000-2001)
- Maenggane jeonseongsidae (맹가네 전성시대?) – serie TV (2002-2003)
- Aejeong-ui jogeon (애정의 조건?) – serie TV (2004)
- Haesin (해신?) – serie TV (2004-2005)
- Tumyeong-in-gan Choe Jang-su (투명인간 최장수?) – serie TV (2006)
- Cheonchu taehu (천추태후?) – serie TV (2009)
- Insu daebi (인수대비?) – serie TV (2011-2012)
- Daseot son-garak (다섯 손가락?) – serie TV (2012)
- Chakhaji anh-eun yeojadeul (착하지 않은 여자들?) – serie TV (2015)
- Ibyeor-i tteonatda (이별이 떠났다?) – serie TV (2018)
- The Banker (더 뱅커?) – serie TV (2019)